# Куста ибн Лукка
Куста ибн Лука аль-Балабакки (также Коста или Константин из Гелиополя; латинизир. Constabulus; араб. قسطا بن لوقا‎, Qusṭā b. Lūqā al-Baʿlabakkī; 820—912) — уроженец Гелиополя (совр. Баальбек) в средневековой Сирии, ученый-христианин, писавший на арабском языке. Философ, математик, астроном, врач, знаток греческой науки, он работал в «Доме мудрости» в Багдаде и в Армении.

## Биография
Сын Луки, Константин Гелиопольский, родился в состоятельной греческой православной семье, принадлежащей, видимо, к Антиохийской церкви. Он получил прекрасное образование. Константин знал греческий (родной для него), арабский и сирийский языки. Особенно основательно он изучал медицину (ему приписывают 55 произведений в этой области), астрономию и математику. Константин вообще много путешествовал, приобретая греческие тексты, в том числе по землям Ромейской империи. Затем он отправился в центр тогдашней учености, в Багдад, чтобы продолжить карьеру переводчика. Туда же привёз целую научную библиотеку, собранных им греческих книг. Учёная известность Константина была достаточно велика. Ему лично покровительствовали три аббасидских халифа: Ахмад аль-Мустаин (862—866), Ахмад аль-Мутамид (870—892) и Джафар аль-Муктадир (908—932). В конце своей жизни Константин, по приглашению одного армянского дворянина, отправился ко двору царя Самбата I в Анийское царство. В Армении Константин вскоре и умер. При этом его научные заслуги были настолько оценены, что ему возвели собственную гробницу.

## Научная деятельность
Наряду с Хунейном ибн Исхаком, Константин Гелиопольский является одной из ключевых фигур в передаче знаний античности к арабо-мусульманскому науке. Константин собирал, переводил с греческого на арабский и комментировал труды многих античных писателей. В частности он перевел, составленные Гипсиклом, XIV и XV книги «Начал» Евклида (III век до н. э.) и написал свой трактат «О трудных местах книги Евклида». Помимо этого Константин переводил труды Аристотеля (IV век до н. э.), сочинения Автолика Питанского (IV век до н. э.), Гипсикла Александри́йского (II век до н. э.), Феодосия Триполийского (II век до н. э.), а также «Механику» Герона Александрийского (I век н. э.) и «Арифметику» Диофанта Александрийского (III век. н. э.). Особенно важно, что в переводе на арабский язык собрания текстов Диофанта (обнаружен в 1972 г. в Мешхеде) Константин, предположительно, частично сохранил считавшиеся давно утраченными комментарии Гипатии Александрийской к «Арифметике» Диофанта.
Сам Константин написал на арабском языке достаточно много математических и научных трактатов (не все из них сохранились, а некоторые имеются только в переводах на латинский язык): «О различии между духом и душой», «Книгу о правиле двойного ложного положения», «Книгу о встречном исчислении методами алгебры и ал-мукабалы», «Книгу о небесном глобусе», «Книгу действий со сферической астролябией», «Книгу о форме небесных сфер», «Книгу о греческих весах и мерах», «Книгу о рычажных весах», «Книгу о зажигательных зеркалах» и «Книгу о причинах ветра».